# Phricta
Phricta is een geslacht van rechtvleugeligen uit de familie sabelsprinkhanen (Tettigoniidae). De wetenschappelijke naam van dit geslacht is voor het eerst geldig gepubliceerd in 1892 door Redtenbacher.

## Soorten
Het geslacht Phricta omvat de volgende soorten:
- Phricta aberrans Brunner von Wattenwyl, 1895
- Phricta spinosa Redtenbacher, 1892
- Phricta tortuwallina Rentz, Su & Ueshima, 2005
- Phricta zwicka Rentz, Su & Ueshima, 2005